# نانسي جونسون (سياسي)
نانسي جونسون (بالإنجليزية: Nancy Johnson)‏ (و. 1935  م) هي سياسية، ومُدرسة أمريكية، ولدت في شيكاغو، هي عضوةٌ الحزب الجمهوري.

## مناصب
تولت منصب عضو مجلس النواب الأمريكي (4 يناير 2005–3 يناير 2007)
- عضو مجلس النواب الأمريكي (7 يناير 2003–3 يناير 2005)[2]
- عضو مجلس النواب الأمريكي (3 يناير 2001–3 يناير 2003)[2]
- عضو مجلس النواب الأمريكي (6 يناير 1999–3 يناير 2001)[2]
- عضو مجلس النواب الأمريكي (7 يناير 1997–3 يناير 1999)[2]
- عضو مجلس النواب الأمريكي (4 يناير 1995–3 يناير 1997)[2]
- عضو مجلس النواب الأمريكي (5 يناير 1993–3 يناير 1995)[2]
- عضو مجلس النواب الأمريكي (3 يناير 1991–3 يناير 1993)[2]
- عضو مجلس النواب الأمريكي (3 يناير 1983–3 يناير 2007)
- مندوب  [لغات أخرى]‏ (حتى 1980)[2]
- عضو مجلس ولاية كونيتيكت ‏ (1977–1982)

.

## التعليم
تعلمت في كلية رادكليف، وتحصلت منها على بكالوريوس في الفنون (حتى 1957)، وتعلمت في Courtauld Institute of Art ‏ (1957–1958)، وتعلمت في كليات مختبر جامعة شيكاغو ‏ (حتى 1953)، وتعلمت في جامعة هارفارد
.